# Dujiangyans bevattningssystem
Dujiangyans bevattningssystem (都江堰; Dūjiāngyàn) är en infrastruktur för fördelning av vattenflödet från Minfloden i Sichuanprovinsen i Kina. Systemet uppfördes runt år 256 f.Kr. av staten Qin under tiden för De stridande staterna. Det ligger 55 km nordväst om Chengdu vid staden Dujiangyan. Bevattningssystemet är ännu i bruk och ger över 5 300 km² land vatten
Dujiangyans bevattningssystem är tillsammans med Qingchengshan sedan år 2000 listade av Unesco som kulturellt världsarv.

## Historia

### Planering
Under de stridande staternas period för omkring 2 300 år sedan, var folket vid  Minflodens flodbanker utsatta för årliga översvämningar. Qins guvernör Li Bing utredde problemet och upptäckte att flodvattnet steg på grund av det snabba smältvattnet från de närliggande bergen, och bröt genom vallarna när det nådde den långsamma siltrika sträckan nedanför.
Den mest uppenbara lösningen skulle ha varit att bygga en damm, men Li Bing hade även fått i uppdrag att hålla vattenvägen öppen för militär sjöfart för att förse trupper vid fronten,, istället föreslog han att bygga en konstgjord vall för att omdirigera en del av flodens vattenflöde och sedan skapa en kanal genom Yuleishan för att leda bort överflödigt vatten till den torra Chengduplatån.

### Konstruktion
Li Bing fick 100 000 tael silver för projektet från kung Kung Zhaoxiang av Qin och påbörjade arbetet med ett team som sägs ha varit tiotusentals. Vallen uppfördes från långa korvformade korgar av vävd bambu fyllda med sten känd som Zhulong hålls på plats av trebenta träbitar kända som Macha. Den massiva konstruktionen tog fyra år att färdigställa.
Att gräva kanalen visade sig vara ett långt större problem då de verktyg som var tillgängliga vid denna tid, före uppfinnandet av krutet, inte kunde penetrera det hårda berget, så han använde en kombination av eld och vatten för att hetta upp och kyla berget till dess det sprack och kunde tas bort. Efter åtta års arbete hade en 20 meter lång kanal genom berget blivit klar.

### Efterdyningar

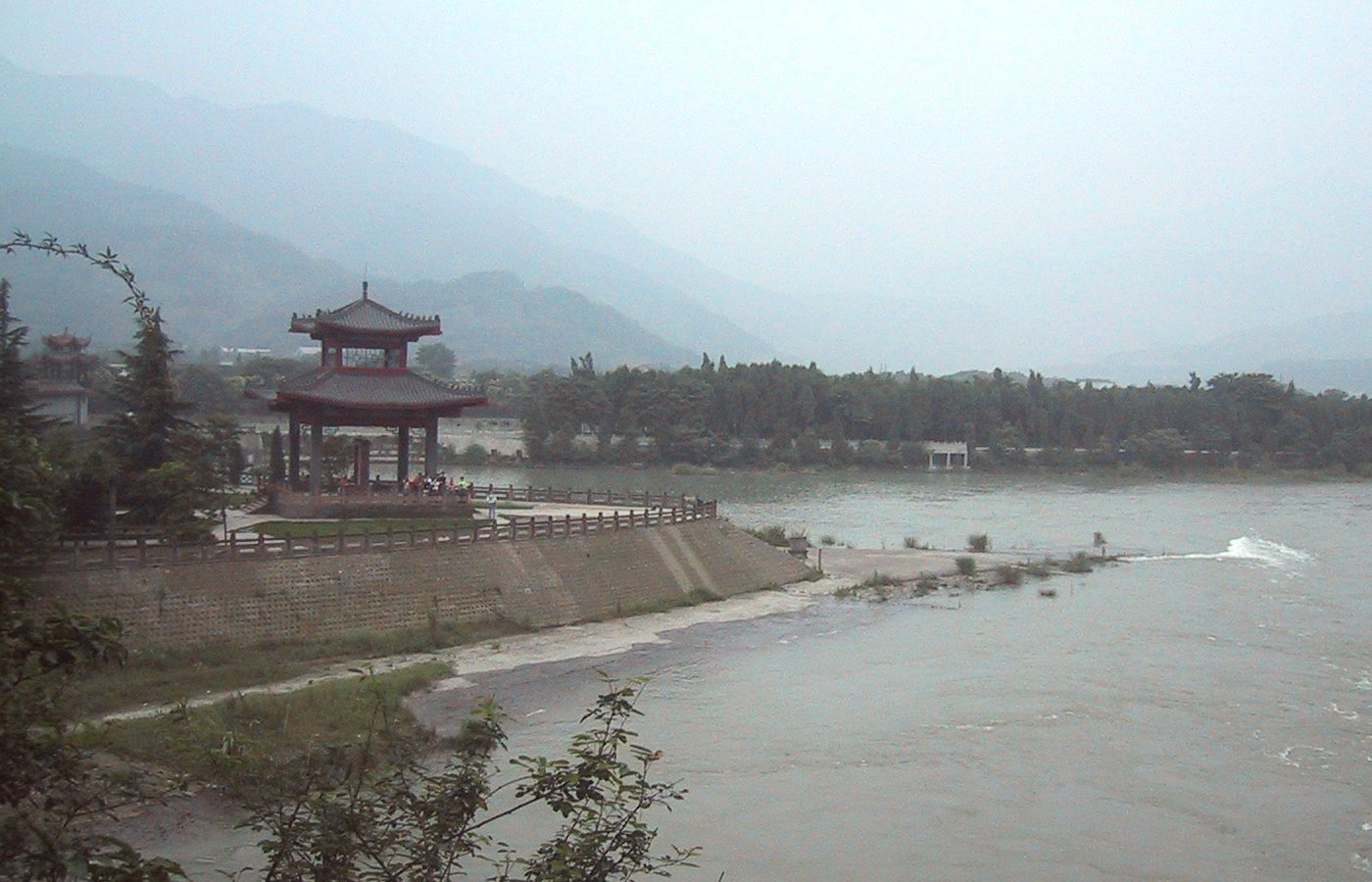
Dujiangyan

Efter att systemet stod klart var det slut på översvämningar. Bevattningssystemet gjorde Sichuan till det mest produktiva jordbruksområdet i Kina. Li Bing älskades så mycket att han blev en gud för folket där. På östra sidan av Dujiangyan, uppförde folket en helgedom till minne av honom.
Li Bings konstruktion sägs också ha gett folket i regionen en avslappnad livssyn, genom att katastroferna upphörde och att de försäkrades en stor och regelbunden skörd fick de mycket fritid.
Idag är Dujiangyans bevattningssystem en stor turistattraktion och år 2000 blev det ett världsarv

## Tempel

### Två kungars tempel

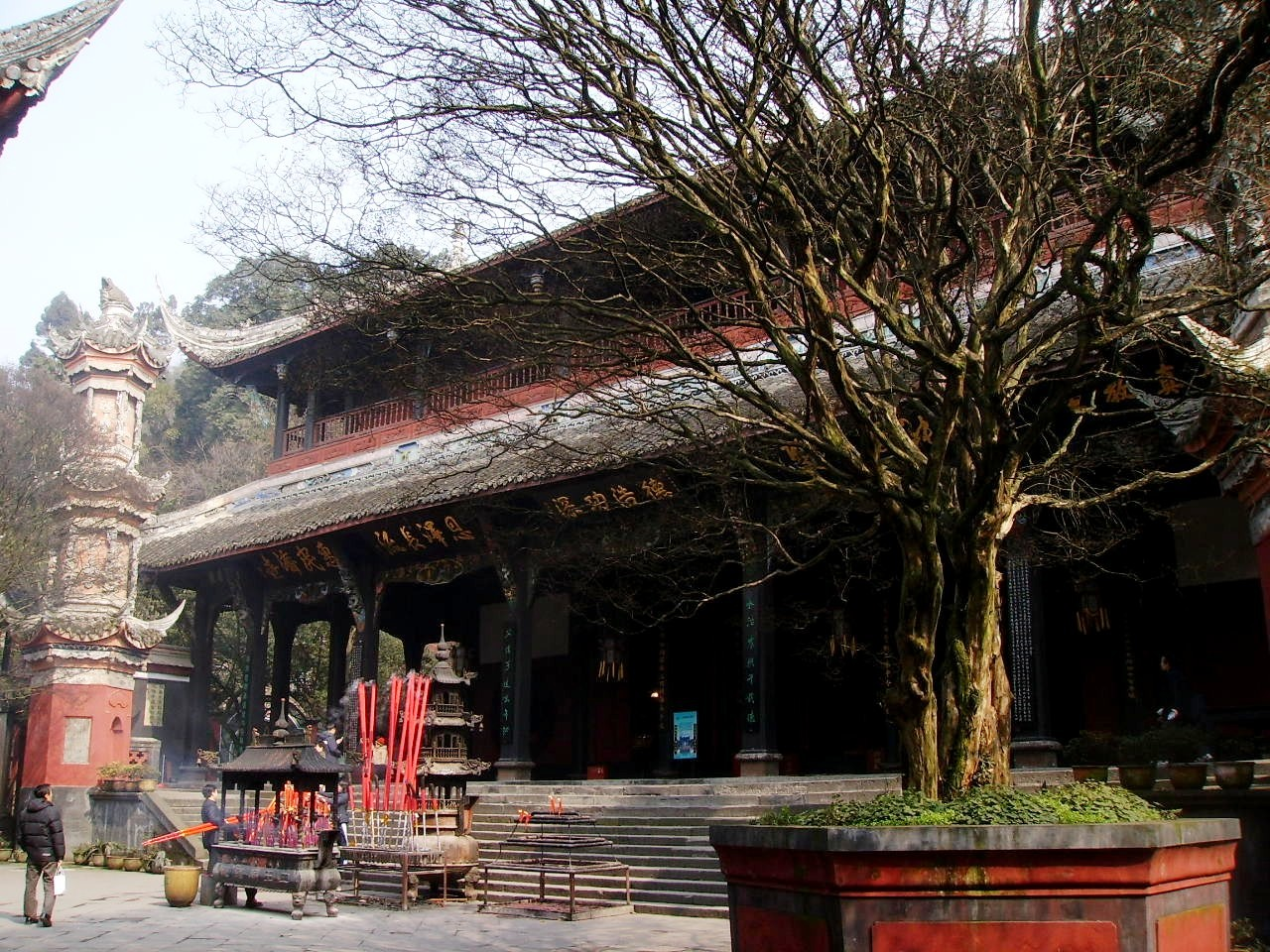
Två kungars tempel

Erwang eller Två kungars tempel ligger vid foten av Yuleishan alldeles intill floden. Det ursprungliga Wangditemplet byggt till minne av en forntida Shu-kung flyttades och lokalbefolkningen bytte namn på templet för att ära Li Bing och hans legendariska son vilka dom postumt upphöjt till kungar
Det 10 072 m² stora träkomplexet från Qingdynastins tid, har det traditionella utseendet av ett tempel förutom att den inte följer en nord-sydlig axel. Huvudhallen, som har en modern staty av Li Bing, öppnar sig mot en gårdsplan mittför en operascen. På Li Bings traditionella födelsedag, den 24:e dagen i den 7:e månaden i månkalendern, framfördes lokala operor för allmänheten, och under Qingming anordnas Qingmingfestivalen.
Den bakre salen har en modern staty av guden Erlang Shen som anses vara Li Bings son, men historiska källor bekräftar inte detta och det är möjligt att han uppfanns av lokalbefolkningen för att ge deras hjälte en ättling för att underhålla hans familjearv. Guanlantinpaviljongen ligger ovanför komplexet och har visdomsord från Li Bing inskrivna såsom: När floden går fram i sick-sack, skär en rak kanal, när flodbädden är bred och grund, gräv den djupare..
I templet finns också en staty av ämbetsmannen Ding Baozhen, som arbetade med att restaurera bevattningssystemet på 1800-talet.

### Draktämjartemplet

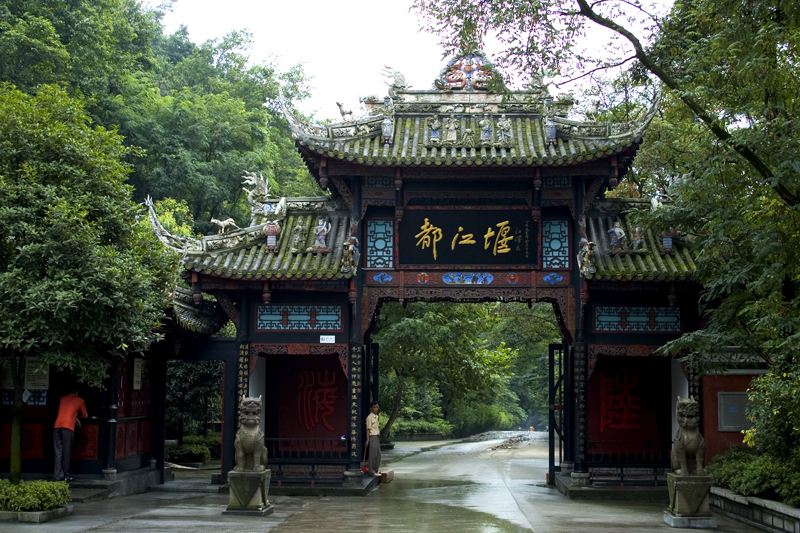

Fulonguan eller Draktämjartemplet i Liudiparken grundades under 200-talet. Efter Li Bings död byggdes en hall här i hans ära och templet bytte namn för att minna om legenderna om drakkamperna som omgav honom.
Det är här som Erlang Shen, Li Bings legendariska son, sägs ha kedjat draken som han och hans 7 vänner fångade in i ett bakhåll vid River God Temple när den kom för att ta ett mänskligt offer. Denna handling sägs ha skyddat regionen från översvämningar allt sedan dess.
Under Handynastin sattes en staty av Li Bing i floden för övervakning av vattenståndet. Om vattennivån nådde hans skuldror indikirade detta högvatten och föll den nedanför hans vader var det torka. Statyn från 168 e.Kr., som är den äldsta kända stenstatyn i Kina som avbildar en namngiven individ, flyttades 1974 från sin plats i floden till huvudsalen.

## Jordbävningen 2008
De flesta byggnaderna i området påverkades allvarligt och sex av dem kollapsade, inklusive Erwang-templet, vid jordbävningen i Sichuan den 12 maj 2008. Delar av bevattningssystemet skadades också.